# Banswara (Stadt)
Banswara ist eine Stadt im indischen Bundesstaat Rajasthan.
Banswara ist Verwaltungssitz des gleichnamigen Distrikts. Die Stadt liegt 200 km östlich von Ahmedabad auf einer Höhe von 227 m.
Beim Zensus 2011 betrug die Einwohnerzahl 99.969.
Banswara war die Hauptstadt des früheren gleichnamigen Fürstenstaats.